# 群集事故
群集事故（ぐんしゅうじこ）とは、無秩序な集団によって発生する事故である。雑踏事故、群衆雪崩、将棋倒し、ドミノ倒しともいう。

## 概要
群集事故は、統制ないし誘導されていない人の群れの流れによって発生する事故である。具体的な事故の要因は様々だが、例えば、通路上に障害物があって人が滞留したり、狭い出入口などのボトルネックにおいて、災害など他の要因で人が殺到した際に許容量を超えるなどが典型的なケースである。ガーディアンによると、群集事故の発生リスクは集団の密度に大きく関係し、1平方メートルあたり4人以下の場合は相対的に安全で、1平方メートルに6人以上がいる場合は発生するリスクが高い。
群集事故は、災害によって誘発されたパニックの際に発生しやすいことはよく知られるが、パニック状態ではないときに発生することもある。日本では明石花火大会歩道橋事故のように、継続的な混雑時において、些細なきっかけから均衡状態が崩壊し事故に至ったケースが知られている。この事故では歩道橋に設置された手すりが群衆によって変形するほど凄まじい圧力であった。同事故では、行楽客らが進むことも戻ることもできないことから、イライラしている状態にあったところに、予定されていたイベントの終了に伴ってさらに人が流入し、多数の死傷者を出した。主な死因は胸部を強く圧迫されることによる外傷性窒息である。
将棋倒しとも呼ばれ、明石事故の際に日本将棋連盟からの抗議を受けたが、現在もニュース一般で使われている。

## 対策
群集事故は多くの死傷者をだす場合もあるため、都市計画や建築物の設計段階でも回避策が検討される。例えば公共施設などでは、その出入り口に設けられた扉に普段は開け閉めできるが、非常時には全面開放できボトルネック化しないよう設計されたもの（→パニックオープンドアなど）が見られる。
また、イベント等で一時的に群集が発生することが予想される場合は、あらかじめ雑踏警備に係る警備計画を策定することが重要である。警備員を配置し、ロードコーン等の保安器具により立ち入り規制を行う等により、特定の場所に人が集まりすぎないように人の流れをコントロールすることで事故を未然に防ぐことが可能となる。
個人は平均的に、約30×60 cm、0.18 m2の楕円形の床面積を占めており、1平方メートルあたり1、2人の密度であれば、互いに接触することなく自由に移動することができ、人々が素早く移動していても、この密度であれば障害物を避けることが可能であり、群衆に関連した事故の可能性は最小限に抑えられるうえに将棋倒しは生起しない。1平方メートルあたり3、4人でも危険性は低いが、1平方メートルあたり5人の密度になると、個人が移動することが制限されるようになり、より高い密度となる1平方メートルあたり6～7人になると、個人が互いに押し付け合うようになり、自分の意思で移動することができなくなることで群衆は流体のように行動し始め、個々が周囲の人々の圧力によって移動することによって群衆内の圧力が変化し、発生する衝撃波が群衆を通過することがあり非常に危険な状況となる。また、密集状態で将棋倒しが発生した場合、先頭の人間が支えられる人数はぜいぜい平地で7人、階段では4人であることが研究から明らかとなっている。

## 学問・技術
こういった事故の予防のために、コンピュータを使ったシミュレーションも盛んである。流体力学的な側面もある同分野だが、この中では意図的に人の流れを阻害するボトルネックを設置したり、あるいは「一人が転倒する」や「些細な行き違いから喧嘩が発生する」などの偶発的な要素で発生しうる滞留の状況を数理的に再現、これが全体の流れにどのように影響するかをシミュレーションするのであり、近年では駅や商業施設の動線配置の設計などで利用されている。
社会学の立場で警備業研究を展開している田中智仁は、群集事故の変遷と警備体制の強化を考察した論文を発表している（ただし、同論文では「雑踏事故」と表記されている）。

## 主な群集事故

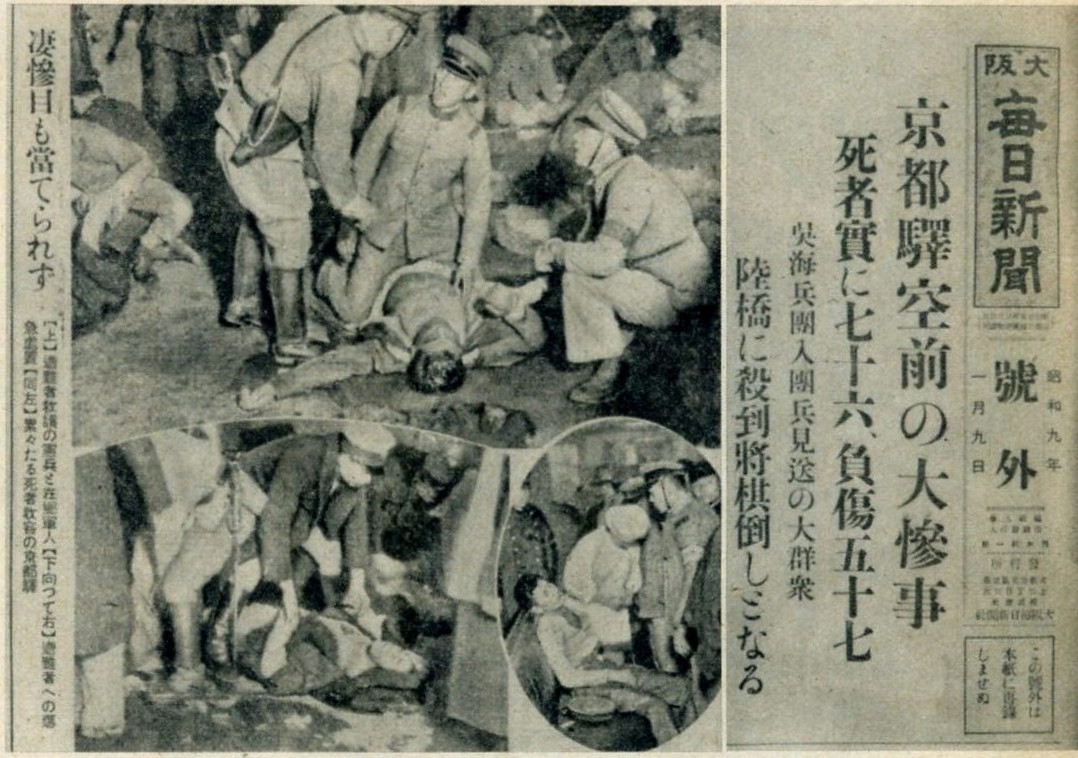
京都駅跨線橋転倒事故を報じる大阪毎日新聞

- 1807年9月20日（文化4年旧暦8月19日） - 永代橋崩落事故
現在の東京都中央区の永代橋において、祭礼見物に向かう客と帰る客が老朽化した橋に殺到し、身動きが取れなくなった上に橋が落橋崩壊し、多数が隅田川に転落した。死者440人、負傷者・行方不明者を入れると1,400人以上とされる[8][9]。「永代と かけたる橋は 落ちにけり きょうは祭礼 あすは葬礼」 （大田南畝）
- 1896年 - ロシアのモスクワで、皇帝ニコライ2世即位記念に配給された食物を求める人々が折り重なるように倒れたことで1,389人が死亡。
- 1897年（明治30年）8月10日 - 隅田川「両国橋」の崩壊事故。
両国川開きの花火を見ようと詰めかけた見物人が、花火の火の粉を避けようと一斉に移動した重みで欄干が壊れ、群衆が川に転落した。死傷者数十名を出し、花火は中止となった[10][11]。事故までは木製の橋であったが、事故後に架け替えられた際は鉄橋となった。
- 1934年1月8日 - 京都駅跨線橋転倒事故
京都駅構内で海軍に入団する新兵を見送るために集まった人垣で人が折り重なるように倒れる事故が発生。死者77名、重軽傷者74名。
- 1937年10月27日 - 
横浜駅を出発する軍用列車を見送る人々が高島通に殺到。群衆の一部が押し出され、並走する京浜線内に立ち入ったところに急行電車が進入して100余人がはね飛ばされる事故が発生。子供を含めた死者26人[12]。
- 1948年（昭和23年）8月23日 - 万代橋事件
新潟県新潟市中央区の萬代橋で、新潟まつりの前身にあたる「川開き」の花火見物に集まった群衆が殺到したため、欄干が崩壊落下した。大勢が信濃川に転落し、死者11名、重軽傷者29名を出した。同橋は本来は鉄製の欄干であったが、戦争中の金属供出により欄干が撤去され、木製の欄干が設置されていた。
- 1948年（昭和23年）11月4日
東京都新宿区の明治神宮野球場で、プロ野球の読売ジャイアンツ創設15周年記念無料オープン戦（対戦は阪急ブレーブス、金星スターズ、急映フライヤーズの3球団からの選抜チーム）の観戦に集まった群衆を時間を繰り上げて入場させたところ、将棋倒しが起き死者2人、重軽傷者29人が発生した[13]。
- 1949年（昭和24年）4月24日
兵庫県西宮市の阪神本線甲子園駅で、プロ野球観戦のために集まった客が折り重なるように倒れ、死者1人・重軽傷者46人を出した[14]。
- 1950年（昭和25年）5月5日
宮城県仙台市の宮城球場で、プロ野球公式戦観戦に集まった群衆を時間を繰り上げて入場させた際、入口トンネルで客が転倒したことをきっかけに多数の客が折り重なるように倒れた、3人が死亡した。[15]同時に、これとは別の群衆がフェンスを乗り越えようとぶら下がった際にフェンスが転倒し、合計41人の重軽傷者を出している。
- 1954年1月2日 - 二重橋事件
皇居の一般参賀に訪れた人達の将棋倒しが発生。死者16名、重軽傷者65名。
- 1956年1月1日 - 彌彦神社事件
新潟県西蒲原郡弥彦村の彌彦神社で初詣客が殺到。死者124名、重軽傷者77名。
- 1960年1月26日 - ソウル駅圧死事故（朝鮮語版）
韓国のソウル特別市にて旧正月の帰省客で混雑していたソウル駅で列車に乗ろうとした乗客が折り重なるように倒れ、31人が死亡。
- 1960年3月2日 - 横浜歌謡ショー将棋倒し事故
神奈川県横浜市中区の横浜公園にあった横浜市立体育館（1972年3月5日閉鎖。跡地は横浜スタジアムの敷地の一部となった）で、ラジオ関東（現：ラジオ日本）主催の『歌謡曲ゴールデン・ヒット・ショー』公開録音の観覧に大多数の聴衆が訪れた。収容人員を大幅に超過し、入れなくなった聴衆がそれに猛抗議した上に、開門と同時に一部が列に割り込まれたことで混乱を招き、人が折り重なるように倒れた。その結果死者12名、負傷者14名を出した[16]。なお当該イベントは開催中止となり、ラジオ関東も当日夜に放送する予定だった全番組を休止する措置を取った。
- 1961年1月1日 - 松尾鉱山小学校児童圧死事故
新年祝賀会で生徒百数十名が校内の階段で倒れ込み、10人が死亡した。
- 1964年5月24日 - エスタディオ・ナシオナルの悲劇
ペルーの首都リマでサッカー東京オリンピック南アメリカ代表決定予選の試合中に判定結果から暴動が発生。鎮圧に警察が出動して観戦中の観客約4万5千人が逃げ惑う事態となり、300名以上が圧死、負傷者約500名。
- 1967年（昭和42年）
  - 4月22日 - 大阪府大阪市北区の造幣局本局において、例年花見（桜の通り抜け）のために一般開放されていたが、観客の1人が転倒したことから多数の観客が折り重なるように倒れ、女性1人が死亡し、27人が負傷した。[17]
- 1971年1月2日 - アイブロックスの惨事
スコットランドのグラスゴーにあるアイブロックス・スタジアムで行われたサッカーの試合の際に発生し、66人が死亡した。尚、同競技場では1902年4月5日にも群集事故が発生しており、25人が死亡している。
- 1978年（昭和53年）1月27日 - 札幌市の中島スポーツセンターで行われたイギリスのバンドレインボーのコンサートで、開演と同時に興奮した約500人の観客がステージに殺到し、詰めかけた観客が折り重なるように倒れ、女子大学生1人が死亡し、負傷者は7人[18]。
- 1979年（昭和54年） - 兵庫県西宮市の第51回選抜高等学校野球大会開催中の阪神甲子園球場で、入場券売り場前にいた群衆が販売が開始されたと思いこんで殺到、倒れた小学生2名が死亡した。
- 1985年5月29日 - ヘイゼルの悲劇
ベルギーの首都ブリュッセルで行われた、UEFAチャンピオンズカップ 1984-85決勝のリヴァプールFC対ユヴェントスFCの試合前に、リヴァプールサポーターの一部が隣のユヴェントスサポーターの観戦エリアを襲撃した。逃れようとした多くのユヴェントスサポーターが壁際に押し寄せて折り重なるように倒れ、39人が死亡、400人以上が負傷した。
- 1987年（昭和62年）4月19日 - ラフィンノーズ公演雑踏事故
東京都千代田区の日比谷野外音楽堂で行われたロックバンドLAUGHIN' NOSEのコンサート中に観客がステージ前に殺到し、折り重なるように倒れる形となり死者3名重軽傷者27人を出した。当日の会場には主催者スタッフのみが配置され、警備員の配置は全くされていなかった。LAUGHIN' NOSEは引責謹慎。担当していたラジオ番組も降板した。
- 1987年（昭和62年）12月10日 - 1987年上海陸家嘴輪渡站雑踏事故（中国語版）
中華人民共和国上海市の黄浦江にある陸家嘴渡船場で自転車に乗った乗客らが殺到し、折り重なるように倒れたことで66人が死亡、30人近くが重軽傷を負った。
- 1989年4月15日 - ヒルズボロの悲劇
イングランド・シェフィールドのヒルズボロ・スタジアムで行われた、リヴァプールFC対ノッティンガム・フォレストFC戦で、ゴール裏の立見席に収容能力を上回る大勢のサポーターが押し寄せたことにより死者96人、重軽傷者766人を出す惨事となった。イギリスのスポーツ史上最悪の事故と評される。
- 1990年（平成2年）1月7日
大阪のライブハウス「バーボンハウス」にて、過激なパフォーマンスを行っていたヴィジュアル系ロックバンド「COLOR」のライブ中、興奮した客に押された女子中学生が意識不明の重体となり、9日に死亡した。バンドは事故後数か月、一切の活動を自粛した。
- 1990年7月2日 - 1990年メッカ巡礼事故（英語版、ペルシア語版）
ハッジの群集がメッカからミナへ通じるトンネル内で次々と折り重なるように倒れ、1,426人が死亡。
- 1993年1月1日 - 蘭桂坊将棋倒し事故（中国語版）
午前0時過ぎ、香港のランカイフォン（蘭桂坊）にて新年を迎える人々が揉み合い状態になり徳己立街との境界地点で多数の人が折り重なるように倒れたことで日本人1人を含む21人が死亡し62人が重軽傷を負った。

- 1999年5月30日 ‐ ニャミハ群衆事故（英語版）
ベラルーシのミンスクにあるニャミハ駅の近くで野外コンサートが開催されていたが、突然の雷雨に驚いた観客が避難しようと地下道に殺到した。一部の観客はハイヒールを履いていたため濡れた路面で滑って転倒したことにより被害が拡大し、ベラルーシ当局によると54名が死亡（そのうち42名が若い女性）、100名以上が負傷する大惨事となった[19][20]。

- 2001年7月21日 - 明石花火大会歩道橋事故
兵庫県明石市の大蔵海岸で開催された花火大会の終了後に、帰路につく人の列が歩道橋に集中し死者11名、重軽傷者247名。
- 2005年（平成17年）
イラクのバグダードで巡礼者が移動中、自爆テロの流言が流れパニックとなった。人が折り重なるように倒れたことにより965人が死亡。
- 2010年7月24日 - ラブパレード死傷事故
ドイツ デュースブルクで開催されていたラブパレードの入場口で人があふれて転倒者が生じ、圧迫によって21人が死亡、500人以上の負傷者を出す。
- 2010年11月22日 - プノンペン群集事故（英語版）
カンボジアの首都プノンペンで水祭りの見物に来ていた大勢の客が幅の狭い橋に殺到して折り重なるように倒れ、347人が死亡、395人が負傷。会場の小島へつながるこの橋が壊れるという噂が伝わってパニックになったとみられている[21]。
- 2014年12月31日 - 2014年上海外灘雑踏事故
上海市外灘に新年のカウントダウンに集まっていた群衆が折り重なるように倒れ、36名が死亡、47名が負傷[22]。事故現場は1987年に起きた群集事故と至近距離にあり、27年後に同様の群集事故が発生したことで、このときの教訓が生かされなかったということになる。
- 2015年9月24日 - 2015年メナー群衆事故
ハッジに訪れていた多数の巡礼者がメッカ郊外において人が折り重なるように倒れ、2,181人以上が圧死。ハッジでの群集事故としては史上最悪となった。
- 2017年5月7日 - COMIN'KOBE17における群衆事故
兵庫県神戸市のワールド記念ホールで開催されたチャリティーフェス「COMIN’KOBE17（カミングコウベ）」において、多数の観客が折り重なるように倒れ、21歳の女性が脊髄損傷の重症、他2名が軽症を負った。前のバンドが終わり退出する客と、次のバンドを観るために入場したい客が出入口付近に殺到した結果とされている。
- 2021年11月5日 -アストロワールドフェスティバル群衆事故（英語版）
アメリカ合衆国テキサス州で開催されていたトラビス・スコットのライブにおいて、ステージに押し掛けた観客の内10人が死亡[23]、300人以上が負傷[24]。
- 2022年10月1日 - カンジュルハン・スタジアムの悲劇
インドネシア東ジャワ州マランのサッカー場で行われた、ペルセバヤ・スラバヤ対アレマFC戦後に、サポーターがピッチに乱入。これを鎮圧しようと警察が催涙ガスを撒いた結果、場内はパニック状態となり131人が死亡[25]。
- 2022年10月29日 - 梨泰院雑踏事故
同日深夜、韓国・ソウルの梨泰院でハロウィンを前に集まった群衆が、狭い路地の坂の上に密集したことで転倒が発生、さらに坂の上側にいた群衆が事故を把握できず前進を続けてしまい、圧迫を受ける形で被害がさらに拡大した。このため圧死とみられる死者が続出し、主に10～20代を中心に外国人26名を含む158人が死亡、196人が負傷した[26][27][28]。